# Batalion Pionierów Nr 11 (austro-węgierski)
Batalion Pionierów Nr 11 (PB. 11) – oddział pionierów cesarskiej i królewskiej Armii.

## Historia batalionu
Z dniem 1 maja 1893 roku, w Przemyślu (10 Korpus), został sformowany Batalion Pionierów Nr 11. Nowa jednostka została utworzona z 1. Batalionu Polowego w Przemyślu należącego do Pułku Inżynieryjnego Nr 1, którego komenda znajdowała się w Ołomuńcu (niem. Olmütz). Batalion był uzupełniany przez 11 Korpus.
Batalion (bez 3. i 4. kompanii) był podporządkowany komendantowi miejscowej 48 Brygady Piechoty, należącej do 24 Dywizji Piechoty, a pod względem wyszkolenia inspektorowi pionierów w Krakowie. Trzecia i czwarta kampania od 1908 roku były podporządkowane komendantowi 56 Brygady Piechoty należącej do 28 Dywizji Piechoty.
W 1899 batalion zajmował koszary przy ówczesnej przy ul. Czarneckiego 53.
Z dniem 1 października 1912 roku batalion został rozformowany. Wchodzące w jego skład kompanie 1., 2. i 5. zostały włączone w skład nowo utworzonego Batalionu Saperów Nr 11 we Lwowie, natomiast kompanie 3. i 4. w skład nowo powołanego Batalionu Saperów Nr 3 w Gorycji (niem. Görz).

## Kadra
Komendanci batalionu
- mjr Paul Witzigmann (1893[2] – 1895[11] → dyrektor inżynierii w Klagenfurcie[12])
- mjr Joseph von Weber (1895[13] – 1901[14] → zarządca Kamery c. i k. Jego Wysokości Arcyksięcia Józefa Ferdynanda[15])
- mjr Hugo Zelinka (1901[16] – 1906[17] → komendant 2. baonu 36 IR[18])
- mjr Richard von Fries (1906[19] – 1908[20] → komendant 2. baonu 10 IR[21])
- mjr / ppłk Rudolf Parti (1908[22] – 1912[3] → komendant PB. 8[23])

Oficerowie
- kpt. Walery Maryański
- por. Władysław Kornicki
- por. Wiktor Niesiołowski
- ppor. Cezary Wojciech Haller
- ppor. Eugeniusz Kordzik